# Василевка (Чечельницкий район)
Василевка (укр. Василівка) — село на Украине, находится в Чечельницком районе Винницкой области.
Население по переписи 2001 года составляет 79 человек. Почтовый индекс — 24821. Телефонный код — 4351.
Занимает площадь 3,2 км².

## Адрес местного совета
24821, Винницкая область, Чечельницкий район, с. Вербка, ул. Ленина, 142